# آرگین تارینیان
آرگین تارینیان (زاده ۱۰ فوریه ۲۰۰۳ در تهران) تنیس‌باز ارمنی‌تبار اهل ایران است. 

## عناوین
وی موفق به کسب ۶ مقام در مسابقات آسیایی زیر ۱۴ شد و در رنکینگ زیر ۱۴ سال آسیا نفر ۲۸ ام بود. او در سال ۲۰۱۷ به تیم ملی زیر ۱۴ سال ایران دعوت شد. او در سال ۲۰۱۷ توانست رنک ۲۸ آسیا و ۲ ایران زیر ۱۴ سال باشد. در سال ۲۰۲۰ مشعل مسابقات بین مدارس را روشن کرد.
- مسابقات جام رمضان زیر ۱۴ سال اصفهان ۲۰۱۵ (مقام سوم مشترک)
- مسابقات لیگ آینده سازان قزوین-تهران ۲۰۱۵ (مقام سوم)
- مسابقات قهرمانی کشور زیر ۱۲ سال تبریز ۲۰۱۵ (مقام سوم مشترک)
- مسابقات رده سنی ۱۴ سال سمنان ۲۰۱۷ (مقام دوم)[۴]
- مسابقات جام رمضان زیر ۱۴ سال تهران ۲۰۱۷ (مقام سوم مشترک)[۵]
- مسابقات آسیایی زیر ۱۴ سال ساری ۲۰۱۷ (مقام دوم انفرادی)
- مسابقات قهرمانی کشور زیر ۱۴ سال یزد ۲۰۱۷ (مقام سوم مشترک)[۶]
- مسابقات آسیایی زیر ۱۴ سال تهران ۲۰۱۷ (مقام اول انفرادی)[۷]
- مسابقات آسیایی زیر ۱۴ سال تهران ۲۰۱۷ (مقام اول دوبل)
- مسابقات لیگ آینده سازان تهران -تبریز ۲۰۱۷ (مقام اول)
- مسابقات آسیایی زیر ۱۴ سال مشهد ۲۰۱۷ (مقام دوم انفرادی)[۸]
- مسابقات آسیایی زیر ۱۴ سال مشهد ۲۰۱۷(مقام اول دوبل)
- مسابقات آسیای زیر ۱۴ سال اصفهان ۲۰۱۷ (مقام دوم دوبل)
- مسابقات جام رمضان کاسترول زیر ۱۶ سال تهران ۲۰۱۸(مقام سوم مشترک)
- مسابقات قهرمانی کشور زیر ۱۸ سال سال ۹۸ مقام دوم ۲۰۱۹(تیمی)